# Élections départementales de 2015 dans la Haute-Saône
Les élections départementales ont lieu les 22 et 29 mars 2015.

## Contexte départemental

### Situation politique

#### Majorité départementale
En 2015, le conseil général de Haute-Saône est détenu par une majorité de gauche depuis 2001, articulée autour d'élus divers gauche, socialistes et radicaux. Son président, Yves Krattinger a décidé en 2014 de ne pas briguer un nouveau mandat de sénateur afin de se consacrer exclusivement au département. Il confirme sa décision l'année suivante en annonçant que s'il est réélu dans son canton et que la gauche reste majoritaire, il briguera un nouveau mandat à la tête du département.
Quatorze des vingt-trois conseillers généraux de la majorité départementale briguent un nouveau mandat lors de ce scrutin. La majorité comprend principalement des candidats socialistes et divers gauche mais s'ouvre également à une candidate radicale et une candidate divers droite.
Le MoDem qui détient un siège avant l'élection n'est présent dans aucun canton cette fois-ci.

#### Opposition départementale
L'opposition départementale de droite coordonnée par Frédéric Burghard aligne des candidats dans l'ensemble des cantons. Bien que la majorité des candidats soit issue des rangs de l'UMP, de nombreux binômes intègrent des candidats Divers droite ou UDI. L'unité est au rendez-vous, à l'exception du canton de Vesoul-2 où Marie-Dominique Aubry mène une campagne dissidente après avoir refusé de former un tandem avec Loïc Cavagnac. L'ancienne conseillère générale socialiste Martine Silvain apporte son soutien à la dissidente Marie-Dominique Aubry et dénonce au passage le sexisme et le machisme qui régneraient dans l'assemblée départementale.

#### Rassemblement Bleu Marine
Le Front national est présent dans la totalité des cantons du département, ce qui est inédit par rapport aux dernières élections cantonales dans le département et ce malgré l'obstruction dont se dit victime le parti. Cependant, les gains espérés en nombre de sièges restent modestes et ce malgré les 34,23 % réalisés par le parti aux européennes dans le département.

#### Autres formations politiques
Les écologistes d'Europe Écologie Les Verts sont présents dans trois cantons (Vesoul, Rioz et Marnay. Ils annoncent aussi qu'ils ne présentent personne sur les cantons d'Héricourt en raison de leur participation active à la majorité municipale.
Le Front de gauche et le parti communiste sont représentés chacun dans trois cantons.

### Campagne

#### Prévisions
Avant l'élection, sept femmes siègent au conseil général, ce qui représente 21,88 % de l'effectif total. En raison du nouveau mode scrutin on sait déjà qu'elles seront dix-sept dans la nouvelle assemblée.
Les prévisions sont partagées, certaines voient le conseil départemental de Haute-Saône basculer à droite, tandis que les autres prédisent que le département restera à gauche,.

### Assemblée départementale sortante
Avant les élections, le Conseil général de la Haute-Saône est présidé par Yves Krattinger, membre du Parti Socialiste. Il comprend 32 conseillers généraux issus des 32 cantons de la Haute-Saône. Après le redécoupage cantonal de 2014, ce sont 34 conseillers qui seront élus au sein des 17 nouveaux cantons de la Haute-Saône.
| Parti                             | Sigle | Sigle | Élus |
| --------------------------------- | ----- | ----- | ---- |
| Majorité (23 sièges)              |       |       |      |
| Parti socialiste                  |       | PS    | 11   |
| Divers gauche                     |       | DVG   | 9    |
| Parti radical de gauche           |       | PRG   | 2    |
| Mouvement démocrate               |       | MoDem | 1    |
| Opposition (9 sièges)             |       |       |      |
| Union pour un mouvement populaire |       | UMP   | 9    |
| Président du conseil général      |       |       |      |
| Yves Krattinger (PS)              |       |       |      |

### Assemblée départementale élue
| Parti                                | Sigle | Sigle | Élus |
| ------------------------------------ | ----- | ----- | ---- |
| Majorité (22 sièges)                 |       |       |      |
| Parti socialiste                     |       | PS    | 12   |
| Divers gauche                        |       | DVG   | 9    |
| Parti radical de gauche              |       | PRG   | 1    |
| Opposition (12 sièges)               |       |       |      |
| Union pour un mouvement populaire    |       | UMP   | 8    |
| Divers droite                        |       | DVD   | 3    |
| Union des démocrates et indépendants |       | UDI   | 1    |
| Président du conseil départemental   |       |       |      |
| Yves Krattinger (PS)                 |       |       |      |

## Résultats à l'échelle du département

### Résultats par nuances du ministère de l'Intérieur
Les nuances utilisées par le ministère de l'Intérieur ne tiennent pas compte des alliances locales.
| Binômes     | Binômes            | Premier tour | Premier tour | Second tour | Second tour | Sièges |
| Binômes     | Binômes            | Voix         | %            | Voix        | %           | Sièges |
| ----------- | ------------------ | ------------ | ------------ | ----------- | ----------- | ------ |
|             | PS                 | 17 974       | 17,98        | 21 222      | 21,05       | 14     |
|             | DVG                | 13 653       | 13,65        | 15 661      | 15,53       | 8      |
|             | EÉLV               | 1 732        | 1,73         |             |             |        |
|             | FG                 | 1 601        | 1,60         |             |             |        |
|             | PCF                | 1 453        | 1,45         |             |             |        |
| Gauche      | Gauche             | 36 413       | 36,41        | 36 883      | 36,58       | 22     |
|             |                    |              |              |             |             |        |
|             | UMP                | 20 552       | 20,55        | 23 968      | 23,77       | 10     |
|             | DVD                | 9 619        | 9,62         | 7 633       | 7,57        | 2      |
|             | Union de la droite | 1 591        | 1,59         | 1 774       | 1,76        | 0      |
|             | UDI                | 834          | 0,83         |             |             |        |
| Droite      | Droite             | 32 596       | 32,59        | 33 375      | 33,10       | 12     |
|             |                    |              |              |             |             |        |
|             | FN                 | 29 700       | 29,70        | 30 575      | 30,32       | 0      |
|             |                    |              |              |             |             |        |
|             | Divers             | 1 283        | 1,28         |             |             |        |
|             |                    |              |              |             |             |        |
| Inscrits    | Inscrits           | 179 518      | 100,00       | 179 524     | 100,00      |        |
| Abstentions | Abstentions        | 73 221       | 40,79        | 70 981      | 39,54       |        |
| Votants     | Votants            | 106 297      | 59,21        | 108 543     | 60,46       |        |
| Blancs      | Blancs             | 3 416        | 3,21         | 4 655       | 4,29        |        |
| Nuls        | Nuls               | 2 889        | 2,72         | 3 055       | 2,81        |        |
| Exprimés    | Exprimés           | 99 992       | 94,07        | 100 833     | 92,90       |        |

#### Chiffres départementaux
| Coalition / Parti politique                 | Coalition / Parti politique | Premier tour | Premier tour | Second tour | Second tour |
| ------------------------------------------- | --------------------------- | ------------ | ------------ | ----------- | ----------- |
| Coalition / Parti politique                 | Coalition / Parti politique | Voix         | %            | Voix        | %           |
| Majorité départementale (PS, DVG, PRG, DVD) |                             | 32 785       | 32,79        | 36 883      | 36,58       |
| Opposition départementale (UMP, DVD, UDI)   |                             | 30 129       | 30,13        | 33 375      | 33,10       |
| Rassemblement Bleu Marine (FN)              |                             | 29 700       | 29,70        | 30 575      | 30,32       |
| Divers droite - dissidents (DVD)            |                             | 2 467        | 2,47         |             |             |
| Front de Gauche (PCF, PG)                   |                             | 3 054        | 3,05         |             |             |
| Europe Écologie Les Verts (EÉLV)            |                             | 1 732        | 1,73         |             |             |
| Autres divers gauche (DVG)                  |                             | 125          | 0,13         |             |             |
|                                             |                             |              |              |             |             |
| Inscrits                                    | Inscrits                    | 179 518      | 100,00       | 179 424     | 100,00      |
| Abstentions                                 | Abstentions                 | 73 221       | 40,79        | 70 881      | 39,50       |
| Votants                                     | Votants                     | 106 297      | 59,21        | 108 543     | 60,50       |
| Blancs                                      | Blancs                      | 3 416        | 3,21         | 4 655       | 4,29        |
| Nuls                                        | Nuls                        | 2 889        | 2,72         | 3 055       | 2,81        |
| Exprimés                                    | Exprimés                    | 99 992       | 94,07        | 100 833     | 92,90       |

### Analyses

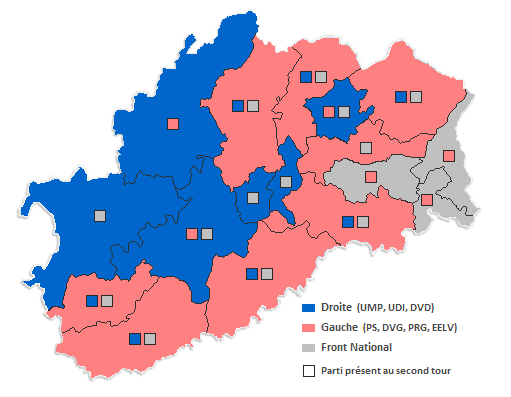
Binôme en tête à l'issue du premier tour

Alors qu'au niveau national la gauche est difficulté, avec un président de la République et un gouvernement impopulaires, dans la Haute-Saône, un département qui n'a pas voté socialiste au second de l'élection présidentielle depuis 1988, la gauche résiste et parvient à se hisser en tête dans 8 des dix-sept cantons du département et est en ballottage favorable dans deux autres. Néanmoins, dans le canton de Vesoul elle est éliminée par le Front national et se retrouve troisième dans le canton de Dampierre-sur-Salon où le binôme de candidats en accord avec la ligne politique du Parti socialiste choisissent de ne pas maintenir leurs candidatures au second tour, afin d'éviter l'élection de conseillers frontistes. En nombre de voix, le vote est coupé en trois dans le département, un tiers pour gauche, un tiers pour la droite et un tiers pour le Front national. Ce dernier parvient à être en tête dans trois cantons et est présent au second tour dans la totalité des cantons à l'exception de celui de Jussey, il est même bien placé dans le canton d'Héricourt-1 où ses candidats devancent nettement le binôme de gauche dont les réserves de voix sont faibles pour le second tour.
La droite qui lorgne sur le département apparaît en difficulté, malgré ses performances dans l'ouest du département, elle est éliminée dans les deux cantons de Lure et d'Héricourt au profit du Front national. Même dans les cantons ruraux censés lui être favorable comme ceux de Marnay, Gray ou Port-sur-Saône la droite est devancée.
Autre résultat notable, dans le canton de Vesoul-2 où Marie-Dominique Aubry et Benoît Thomassin qui menaient une campagne dissidente, sont arrivés en tête et ont sévèrement battu le binôme investi officiellement par l'UMP qui n'a fini que quatrième derrière le PS et le Front national.
Fait marquant également par rapport aux précédentes élections cantonales, aucun candidat n'est élu dès le premier tour. Le meilleur score est obtenu par le binôme UMP dans le canton de Dampierre-sur-Salon qui frôle l'élection avec près de 49 % des voix.
La participation est également supérieure de neuf points à la moyenne nationale, avec 59,21 % de votants dans la Haute-Saône contre 50,17 % au niveau national.

### Élection du président du conseil départemental
Le jeudi 2 avril 2015 au matin, a eu lieu l'élection du président du conseil départemental à laquelle seul Yves Krattinger s'est porté candidat. À l'issue du scrutin, Yves Krattinger est élu avec 22 voix, contre les 12 bulletins blancs de l'opposition de droite qui a choisi de ne pas présenter de candidat.

### Résultats par canton
| Canton                        | Conseiller sortant     | Parti              | Parti       | Conseiller élu         | Parti           | Parti           |
| ----------------------------- | ---------------------- | ------------------ | ----------- | ---------------------- | --------------- | --------------- |
| Amance                        | Jean-Paul Pugin*       |                    | DVG         | Canton supprimé        | Canton supprimé | Canton supprimé |
| Autrey-lès-Gray               | Alain Blinette         |                    | UMP         | Canton supprimé        | Canton supprimé | Canton supprimé |
| Champagney                    | Gérard Poivey*         |                    | PRG         | Canton supprimé        | Canton supprimé | Canton supprimé |
| Champlitte                    | Gilles Teuscher*       |                    | UMP         | Canton supprimé        | Canton supprimé | Canton supprimé |
| Combeaufontaine               | Joëlle Laure-Libersa   |                    | DVG         | Canton supprimé        | Canton supprimé | Canton supprimé |
| Dampierre-sur-Salon           | Charles Gauthier*      |                    | UMP         | Alain Blinette         |                 | UMP             |
| Dampierre-sur-Salon           | Charles Gauthier*      | Fabienne Richardot | UMP         |                        | DVD             |                 |
| Faucogney-et-la-Mer           | Laurent Seguin*        |                    | PS          | Canton supprimé        | Canton supprimé | Canton supprimé |
| Fresne-Saint-Mamès            | Jean-Pierre Chausse    |                    | PS          | Canton supprimé        | Canton supprimé | Canton supprimé |
| Gray                          | Claudy Chauvelot-Duban |                    | PS          | Claudy Chauvelot-Duban |                 | PS              |
| Gray                          | Claudy Chauvelot-Duban | Serge Toulot       | PS          |                        | DVG             |                 |
| Gy                            | Paul Cheviet*          |                    | DVG         | Canton supprimé        | Canton supprimé | Canton supprimé |
| Héricourt-Est                 | Jean-Jacques Joly*     |                    | PS          | Canton supprimé        | Canton supprimé | Canton supprimé |
| Héricourt-Ouest               | Fernand Burkhalter     |                    | PS          | Canton supprimé        | Canton supprimé | Canton supprimé |
| Héricourt-1                   | Canton créé            | Canton créé        | Canton créé | Marie-Claire Faivre    |                 | PRG             |
| Héricourt-1                   | Canton créé            | Canton créé        | Canton créé | Jean-Jacques Sombsthay |                 | PS              |
| Héricourt-2                   | Canton créé            | Canton créé        | Canton créé | Fernand Burkhalter     |                 | PS              |
| Héricourt-2                   | Canton créé            | Canton créé        | Canton créé | Martine Pequignot      |                 | PS              |
| Jussey                        | Michel Désiré          |                    | DVG         | Corinne Bonnard        |                 | UMP             |
| Jussey                        | Michel Désiré          | Olivier Rietmann   | DVG         |                        | UMP             |                 |
| Lure-Nord                     | Raoul Juif             |                    | PS          | Canton supprimé        | Canton supprimé | Canton supprimé |
| Lure-Sud                      | Robert Morlot          |                    | DVG         | Canton supprimé        | Canton supprimé | Canton supprimé |
| Lure-1                        | Canton créé            | Canton créé        | Canton créé | Raoul Juif             |                 | PS              |
| Lure-1                        | Canton créé            | Canton créé        | Canton créé | Mireille Lab           |                 | PS              |
| Lure-2                        | Canton créé            | Canton créé        | Canton créé | Isabelle Arnould       |                 | PS              |
| Lure-2                        | Canton créé            | Canton créé        | Canton créé | Robert Morlot          |                 | DVG             |
| Luxeuil-les-Bains             | Frédéric Burghard      |                    | UMP         | Frédéric Burghard      |                 | UMP             |
| Luxeuil-les-Bains             | Frédéric Burghard      | Valérie Haehnel    | UMP         |                        | DVD             |                 |
| Marnay                        | Maurice Fassenet       |                    | DVG         | Maurice Fassenet       |                 | DVG             |
| Marnay                        | Maurice Fassenet       | Catherine Lind     | DVG         |                        | DVG             |                 |
| Mélisey                       | Rose-Marie Daviot*     |                    | PRG         | Sylvie Coutherut       |                 | DVG             |
| Mélisey                       | Rose-Marie Daviot*     | Laurent Seguin     | PRG         |                        | PS              |                 |
| Montbozon                     | Edwige Eme             |                    | PS          | Canton supprimé        | Canton supprimé | Canton supprimé |
| Noroy-le-Bourg                | Gérard Bontour*        |                    | PS          | Canton supprimé        | Canton supprimé | Canton supprimé |
| Pesmes                        | Jean-Claude Gay*       |                    | MoDem       | Canton supprimé        | Canton supprimé | Canton supprimé |
| Port-sur-Saône                | Jean-Paul Mariot       |                    | PS          | Jean-Paul Mariot       |                 | PS              |
| Port-sur-Saône                | Jean-Paul Mariot       | Christelle Rigolot | PS          |                        | DVG             |                 |
| Rioz                          | Yves Krattinger        |                    | PS          | Edwige Eme             |                 | PS              |
| Rioz                          | Yves Krattinger        | Yves Krattinger    | PS          |                        | PS              |                 |
| Saint-Loup-sur-Semouse        | Nadine Bathelot        |                    | DVG         | Nadine Bathelot        |                 | DVG             |
| Saint-Loup-sur-Semouse        | Nadine Bathelot        | Michel Weyermann   | DVG         |                        | PS              |                 |
| Saint-Sauveur                 | Joël Daval*            |                    | DVG         | Canton supprimé        | Canton supprimé | Canton supprimé |
| Saulx                         | Michel Weyermann       |                    | PS          | Canton supprimé        | Canton supprimé | Canton supprimé |
| Scey-sur-Saône-et-Saint-Albin | Carmen Friquet         |                    | UMP         | Carmen Friquet         |                 | UMP             |
| Scey-sur-Saône-et-Saint-Albin | Carmen Friquet         | Hervé Pulicani     | UMP         |                        | DVD             |                 |
| Vesoul-Est                    | Jean-Claude Ayala*     |                    | UMP         | Canton supprimé        | Canton supprimé | Canton supprimé |
| Vesoul-Ouest                  | Sylvie Manière         |                    | UMP         | Canton supprimé        | Canton supprimé | Canton supprimé |
| Vesoul-1                      | Canton créé            | Canton créé        | Canton créé | Sylvie Manière         |                 | UMP             |
| Vesoul-1                      | Canton créé            | Canton créé        | Canton créé | Thomas Oudot           |                 | UMP             |
| Vesoul-2                      | Canton créé            | Canton créé        | Canton créé | Marie-Dominique Aubry  |                 | UMP             |
| Vesoul-2                      | Canton créé            | Canton créé        | Canton créé | Benoît Thomassin       |                 | UDI             |
| Vauvillers                    | Frédéric Laurent*      |                    | UMP         | Canton supprimé        | Canton supprimé | Canton supprimé |
| Villersexel                   | Gérard Pelleteret      |                    | DVG         | Sabrina Fleurot        |                 | DVG             |
| Villersexel                   | Gérard Pelleteret      | Gérard Pelleteret  | DVG         |                        | DVG             |                 |
| Vitrey-sur-Mance              | Serge Deroy*           |                    | UMP         | Canton supprimé        | Canton supprimé | Canton supprimé |

* Conseillers généraux sortants ne se représentant pas 

## Résultats par canton

### Canton de Dampierre-sur-Salon
| Candidats            | Candidats          | Partis      | Partis      | Premier tour | Premier tour | Second tour | Second tour |
| Candidats            | Candidats          | Partis      | Partis      | Voix         | %            | Voix        | %           |
| -------------------- | ------------------ | ----------- | ----------- | ------------ | ------------ | ----------- | ----------- |
| 1                    | Alain Blinette*    |             | UMP         | 2 530        | 48,84        | 3 217       | 66,43       |
| 1                    | Fabienne Richardot |             | DVD         | 2 530        | 48,84        | 3 217       | 66,43       |
| 2                    | Anaïs Beauprêtre   |             | FN          | 1 367        | 26,39        | 1 626       | 33,57       |
| 2                    | Clément Séjournant |             | FN          | 1 367        | 26,39        | 1 626       | 33,57       |
| 3                    | Jean-Paul Carteret |             | PS          | 1 283        | 24,77        | Retrait     | Retrait     |
| 3                    | Martine Gautheron  |             | DVD         | 1 283        | 24,77        | Retrait     | Retrait     |
|                      |                    |             |             |              |              |             |             |
| Inscrits             | Inscrits           | Inscrits    | Inscrits    | 8 997        | 100,00       | 8 986       | 100,00      |
| Abstentions          | Abstentions        | Abstentions | Abstentions | 3 463        | 38,49        | 3 570       | 39,73       |
| Votants              | Votants            | Votants     | Votants     | 5 534        | 61,51        | 5 416       | 60,27       |
| Blancs               | Blancs             | Blancs      | Blancs      | 206          | 3,72         | 360         | 6,65        |
| Nuls                 | Nuls               | Nuls        | Nuls        | 148          | 2,67         | 213         | 3,93        |
| Exprimés             | Exprimés           | Exprimés    | Exprimés    | 5 180        | 93,6         | 4 843       | 89,42       |
| * conseiller sortant |                    |             |             |              |              |             |             |

### Canton de Gray
| Candidats            | Candidats               | Partis      | Partis      | Premier tour | Premier tour | Second tour | Second tour |
| Candidats            | Candidats               | Partis      | Partis      | Voix         | %            | Voix        | %           |
| -------------------- | ----------------------- | ----------- | ----------- | ------------ | ------------ | ----------- | ----------- |
| 1                    | Claudy Chauvelot-Duban* |             | PS          | 2 131        | 37,58        | 2 547       | 42,91       |
| 1                    | Serge Toulot            |             | DVG         | 2 131        | 37,58        | 2 547       | 42,91       |
| 2                    | Jean-Pierre Poinsot     |             | PCF         | 209          | 3,69         |             |             |
| 2                    | Clarisse Puisset        |             | PCF         | 209          | 3,69         |             |             |
| 3                    | Karine Champy           |             | FN          | 1 725        | 30,42        | 1 722       | 29,01       |
| 3                    | Arnaud Gérard           |             | FN          | 1 725        | 30,42        | 1 722       | 29,01       |
| 4                    | Michel Alliot           |             | UMP         | 1 605        | 28,31        | 1 667       | 28,08       |
| 4                    | Jocelyne Debellemanière |             | DVD         | 1 605        | 28,31        | 1 667       | 28,08       |
|                      |                         |             |             |              |              |             |             |
| Inscrits             | Inscrits                | Inscrits    | Inscrits    | 10 437       | 100,00       | 10 437      | 100,00      |
| Abstentions          | Abstentions             | Abstentions | Abstentions | 4 506        | 43,17        | 4 286       | 41,07       |
| Votants              | Votants                 | Votants     | Votants     | 5 931        | 56,83        | 6 151       | 58,93       |
| Blancs               | Blancs                  | Blancs      | Blancs      | 164          | 2,77         | 134         | 2,18        |
| Nuls                 | Nuls                    | Nuls        | Nuls        | 97           | 1,64         | 81          | 1,32        |
| Exprimés             | Exprimés                | Exprimés    | Exprimés    | 5 670        | 95,6         | 5 936       | 96,5        |
| * conseiller sortant |                         |             |             |              |              |             |             |

### Canton d'Héricourt-1
| Candidats   | Candidats              | Partis      | Partis      | Premier tour | Premier tour | Second tour | Second tour |
| Candidats   | Candidats              | Partis      | Partis      | Voix         | %            | Voix        | %           |
| ----------- | ---------------------- | ----------- | ----------- | ------------ | ------------ | ----------- | ----------- |
| 1           | Mélanie Genet          |             | FN          | 2 373        | 38,18        | 2 924       | 47,67       |
| 1           | Jean Receveur          |             | FN          | 2 373        | 38,18        | 2 924       | 47,67       |
| 2           | Christine Hottinger    |             | DVD         | 1 378        | 22,17        |             |             |
| 2           | Luc Sengler            |             | DVD         | 1 378        | 22,17        |             |             |
| 3           | Marie-Claire Faivre    |             | PRG         | 1 966        | 31,63        | 3 210       | 52,33       |
| 3           | Jean-Jacques Sombsthay |             | PS          | 1 966        | 31,63        | 3 210       | 52,33       |
| 4           | Thérèse Crevoisier     |             | PCF         | 499          | 8,03         |             |             |
| 4           | Roland Germain         |             | PCF         | 499          | 8,03         |             |             |
|             |                        |             |             |              |              |             |             |
| Inscrits    | Inscrits               | Inscrits    | Inscrits    | 12 199       | 100,00       | 12 199      | 100,00      |
| Abstentions | Abstentions            | Abstentions | Abstentions | 5 575        | 45,7         | 5 363       | 43,96       |
| Votants     | Votants                | Votants     | Votants     | 6 624        | 54,3         | 6 836       | 56,04       |
| Blancs      | Blancs                 | Blancs      | Blancs      | 260          | 3,93         | 484         | 7,08        |
| Nuls        | Nuls                   | Nuls        | Nuls        | 148          | 2,23         | 218         | 3,19        |
| Exprimés    | Exprimés               | Exprimés    | Exprimés    | 6 216        | 93,84        | 6 134       | 89,73       |

### Canton d'Héricourt-2
| Candidats            | Candidats           | Partis      | Partis      | Premier tour | Premier tour | Second tour | Second tour |
| Candidats            | Candidats           | Partis      | Partis      | Voix         | %            | Voix        | %           |
| -------------------- | ------------------- | ----------- | ----------- | ------------ | ------------ | ----------- | ----------- |
| 1                    | Claudine Gavoille   |             | PCF         | 872          | 16,08        |             |             |
| 1                    | Gilles Lazar        |             | PCF         | 872          | 16,08        |             |             |
| 2                    | Robert Burkhalter   |             | UMP         | 982          | 18,11        |             |             |
| 2                    | Pascale Rouard      |             | UMP         | 982          | 18,11        |             |             |
| 3                    | Ghislaine Beaurain  |             | FN          | 1 912        | 35,26        | 2 439       | 46,22       |
| 3                    | Michel Marain       |             | FN          | 1 912        | 35,26        | 2 439       | 46,22       |
| 4                    | Fernand Burkhalter* |             | PS          | 1 656        | 30,54        | 2 838       | 53,78       |
| 4                    | Martine Pequignot   |             | PS          | 1 656        | 30,54        | 2 838       | 53,78       |
|                      |                     |             |             |              |              |             |             |
| Inscrits             | Inscrits            | Inscrits    | Inscrits    | 9 951        | 100,00       | 9 950       | 100,00      |
| Abstentions          | Abstentions         | Abstentions | Abstentions | 4 212        | 42,33        | 4 004       | 40,24       |
| Votants              | Votants             | Votants     | Votants     | 5 739        | 57,67        | 5 946       | 59,76       |
| Blancs               | Blancs              | Blancs      | Blancs      | 174          | 3,03         | 412         | 6,93        |
| Nuls                 | Nuls                | Nuls        | Nuls        | 143          | 2,49         | 257         | 4,32        |
| Exprimés             | Exprimés            | Exprimés    | Exprimés    | 5 422        | 94,48        | 5 277       | 88,75       |
| * conseiller sortant |                     |             |             |              |              |             |             |

### Canton de Jussey
| Candidats            | Candidats             | Partis      | Partis      | Premier tour | Premier tour | Second tour | Second tour |
| Candidats            | Candidats             | Partis      | Partis      | Voix         | %            | Voix        | %           |
| -------------------- | --------------------- | ----------- | ----------- | ------------ | ------------ | ----------- | ----------- |
| 1                    | Michel Désiré*        |             | DVG         | 1 875        | 32,52        | 2 730       | 47,37       |
| 1                    | Joëlle Laure-Libersa* |             | DVG         | 1 875        | 32,52        | 2 730       | 47,37       |
| 2                    | Éric Paris            |             | FN          | 1 238        | 21,47        |             |             |
| 2                    | Isabelle Perney       |             | FN          | 1 238        | 21,47        |             |             |
| 3                    | Corinne Bonnard       |             | UMP         | 1 959        | 33,98        | 3 033       | 52,63       |
| 3                    | Olivier Rietmann      |             | UMP         | 1 959        | 33,98        | 3 033       | 52,63       |
| 4                    | Christine Litzler     |             | DVD         | 693          | 12,02        |             |             |
| 4                    | Guy Mercier           |             | DVD         | 693          | 12,02        |             |             |
|                      |                       |             |             |              |              |             |             |
| Inscrits             | Inscrits              | Inscrits    | Inscrits    | 10 201       | 100,00       | 10 197      | 100,00      |
| Abstentions          | Abstentions           | Abstentions | Abstentions | 3 828        | 37,53        | 3 816       | 37,42       |
| Votants              | Votants               | Votants     | Votants     | 6 373        | 62,47        | 6 381       | 62,58       |
| Blancs               | Blancs                | Blancs      | Blancs      | 192          | 3,01         | 350         | 5,49        |
| Nuls                 | Nuls                  | Nuls        | Nuls        | 416          | 6,53         | 268         | 4,2         |
| Exprimés             | Exprimés              | Exprimés    | Exprimés    | 5 765        | 90,46        | 5 763       | 90,31       |
| * conseiller sortant |                       |             |             |              |              |             |             |

### Canton de Lure-1
| Candidats            | Candidats         | Partis      | Partis      | Premier tour | Premier tour | Second tour | Second tour |
| Candidats            | Candidats         | Partis      | Partis      | Voix         | %            | Voix        | %           |
| -------------------- | ----------------- | ----------- | ----------- | ------------ | ------------ | ----------- | ----------- |
| 1                    | Raoul Juif*       |             | PS          | 1 880        | 37,55        | 2 705       | 56,14       |
| 1                    | Mireille Lab      |             | PS          | 1 880        | 37,55        | 2 705       | 56,14       |
| 2                    | Gilles Bodineau   |             | PCF         | 318          | 6,35         |             |             |
| 2                    | Béatrice Tognet   |             | PCF         | 318          | 6,35         |             |             |
| 3                    | Christophe Chaudy |             | FN          | 1 623        | 32,41        | 2 113       | 43,86       |
| 3                    | Yvette Claudel    |             | FN          | 1 623        | 32,41        | 2 113       | 43,86       |
| 4                    | Christian Bresson |             | UMP         | 1 186        | 23,69        |             |             |
| 4                    | Pascale Hennart   |             | DVD         | 1 186        | 23,69        |             |             |
|                      |                   |             |             |              |              |             |             |
| Inscrits             | Inscrits          | Inscrits    | Inscrits    | 9 937        | 100,00       | 9 937       | 100,00      |
| Abstentions          | Abstentions       | Abstentions | Abstentions | 4 598        | 46,27        | 4 493       | 45,21       |
| Votants              | Votants           | Votants     | Votants     | 5 339        | 53,73        | 5 444       | 54,79       |
| Blancs               | Blancs            | Blancs      | Blancs      | 263          | 4,93         | 360         | 6,61        |
| Nuls                 | Nuls              | Nuls        | Nuls        | 69           | 1,29         | 266         | 4,89        |
| Exprimés             | Exprimés          | Exprimés    | Exprimés    | 5 007        | 93,78        | 4 818       | 88,5        |
| * conseiller sortant |                   |             |             |              |              |             |             |

### Canton de Lure-2
| Candidats   | Candidats          | Partis      | Partis      | Premier tour | Premier tour | Second tour | Second tour |
| Candidats   | Candidats          | Partis      | Partis      | Voix         | %            | Voix        | %           |
| ----------- | ------------------ | ----------- | ----------- | ------------ | ------------ | ----------- | ----------- |
| 1           | Sandrine Galmiche  |             | FN          | 1 885        | 35,76        | 2 381       | 46,29       |
| 1           | Henri Hoarau       |             | FN          | 1 885        | 35,76        | 2 381       | 46,29       |
| 2           | Isabelle Arnould   |             | PS          | 1 842        | 34,95        | 2 763       | 53,71       |
| 2           | Robert Morlot*     |             | DVG         | 1 842        | 34,95        | 2 763       | 53,71       |
| 3           | Quentin Hafekost   |             | PCF         | 411          | 7,80         |             |             |
| 3           | Clotilde Prot      |             | PCF         | 411          | 7,80         |             |             |
| 4           | Samuel Dirand      |             | DVD         | 1 133        | 21,49        |             |             |
| 4           | Marie-José Gimenez |             | DVD         | 1 133        | 21,49        |             |             |
|             |                    |             |             |              |              |             |             |
| Inscrits    | Inscrits           | Inscrits    | Inscrits    | 9 224        | 100,00       | 9 223       | 100,00      |
| Abstentions | Abstentions        | Abstentions | Abstentions | 3 655        | 39,62        | 3 502       | 37,97       |
| Votants     | Votants            | Votants     | Votants     | 5 569        | 60,38        | 5 721       | 62,03       |
| Blancs      | Blancs             | Blancs      | Blancs      | 125          | 2,24         | 278         | 4,86        |
| Nuls        | Nuls               | Nuls        | Nuls        | 173          | 3,11         | 299         | 5,23        |
| Exprimés    | Exprimés           | Exprimés    | Exprimés    | 5 271        | 94,65        | 5 144       | 89,91       |

### Canton de Luxeuil-les-Bains
| Candidats            | Candidats                  | Partis      | Partis      | Premier tour | Premier tour | Second tour | Second tour |
| Candidats            | Candidats                  | Partis      | Partis      | Voix         | %            | Voix        | %           |
| -------------------- | -------------------------- | ----------- | ----------- | ------------ | ------------ | ----------- | ----------- |
| 1                    | Frédéric Burghard*         |             | UMP         | 2 461        | 42,31        | 2 450       | 39,82       |
| 1                    | Valérie Haehnel            |             | DVD         | 2 461        | 42,31        | 2 450       | 39,82       |
| 2                    | Martine Grandjean          |             | FN          | 1 401        | 24,09        | 1 426       | 23,18       |
| 2                    | Stéphane Morin             |             | FN          | 1 401        | 24,09        | 1 426       | 23,18       |
| 3                    | Véronique Ambert-Grandjean |             | DVG         | 1 954        | 33,60        | 2 276       | 37,00       |
| 3                    | Christophe Lejeune         |             | DVG         | 1 954        | 33,60        | 2 276       | 37,00       |
|                      |                            |             |             |              |              |             |             |
| Inscrits             | Inscrits                   | Inscrits    | Inscrits    | 10 728       | 100,00       | 10 628      | 100,00      |
| Abstentions          | Abstentions                | Abstentions | Abstentions | 4 591        | 42,79        | 4 243       | 39,92       |
| Votants              | Votants                    | Votants     | Votants     | 6 137        | 57,21        | 6 385       | 60,08       |
| Blancs               | Blancs                     | Blancs      | Blancs      | 175          | 2,85         | 138         | 2,16        |
| Nuls                 | Nuls                       | Nuls        | Nuls        | 146          | 2,38         | 95          | 1,49        |
| Exprimés             | Exprimés                   | Exprimés    | Exprimés    | 5 816        | 94,77        | 6 152       | 96,35       |
| * conseiller sortant |                            |             |             |              |              |             |             |

### Canton de Marnay
| Candidats            | Candidats             | Partis      | Partis      | Premier tour | Premier tour | Second tour | Second tour |
| Candidats            | Candidats             | Partis      | Partis      | Voix         | %            | Voix        | %           |
| -------------------- | --------------------- | ----------- | ----------- | ------------ | ------------ | ----------- | ----------- |
| 1                    | Jean-Pierre Briard    |             | FN          | 2 019        | 30,57        | 1 842       | 27,05       |
| 1                    | Colette Clerc         |             | FN          | 2 019        | 30,57        | 1 842       | 27,05       |
| 2                    | Christelle Clément    |             | DVD         | 2 021        | 30,60        | 2 406       | 35,33       |
| 2                    | André Gauthier        |             | UMP         | 2 021        | 30,60        | 2 406       | 35,33       |
| 3                    | Maurice Fassenet*     |             | DVG         | 2 122        | 32,13        | 2 562       | 37,62       |
| 3                    | Catherine Lind        |             | DVG         | 2 122        | 32,13        | 2 562       | 37,62       |
| 4                    | Michèle Durand-Migeon |             | EÉLV        | 442          | 6,69         |             |             |
| 4                    | Jean-François Gaffard |             | EÉLV        | 442          | 6,69         |             |             |
|                      |                       |             |             |              |              |             |             |
| Inscrits             | Inscrits              | Inscrits    | Inscrits    | 11 088       | 100,00       | 11 064      | 100,00      |
| Abstentions          | Abstentions           | Abstentions | Abstentions | 4 165        | 37,56        | 4 006       | 36,21       |
| Votants              | Votants               | Votants     | Votants     | 6 923        | 62,44        | 7 058       | 63,79       |
| Blancs               | Blancs                | Blancs      | Blancs      | 177          | 2,56         | 168         | 2,38        |
| Nuls                 | Nuls                  | Nuls        | Nuls        | 142          | 2,05         | 80          | 1,13        |
| Exprimés             | Exprimés              | Exprimés    | Exprimés    | 6 604        | 95,39        | 6 810       | 96,49       |
| * conseiller sortant |                       |             |             |              |              |             |             |

### Canton de Mélisey
| Candidats   | Candidats        | Partis      | Partis      | Premier tour | Premier tour | Second tour | Second tour |
| Candidats   | Candidats        | Partis      | Partis      | Voix         | %            | Voix        | %           |
| ----------- | ---------------- | ----------- | ----------- | ------------ | ------------ | ----------- | ----------- |
| 1           | Sylvie Coutherut |             | DVG         | 2 534        | 44,29        | 2 783       | 46,16       |
| 1           | Laurent Seguin   |             | PS          | 2 534        | 44,29        | 2 783       | 46,16       |
| 2           | Marlène Demouge  |             | FN          | 1 609        | 28,12        | 1 583       | 26,26       |
| 2           | Patrice Lombard  |             | FN          | 1 609        | 28,12        | 1 583       | 26,26       |
| 3           | Michel Cornaglia |             | DVD         | 1 579        | 27,60        | 1 663       | 27,58       |
| 3           | Anne Lagarrigue  |             | UMP         | 1 579        | 27,60        | 1 663       | 27,58       |
|             |                  |             |             |              |              |             |             |
| Inscrits    | Inscrits         | Inscrits    | Inscrits    | 9 764        | 100,00       | 9 763       | 100,00      |
| Abstentions | Abstentions      | Abstentions | Abstentions | 3 663        | 37,52        | 3 470       | 35,54       |
| Votants     | Votants          | Votants     | Votants     | 6 101        | 62,48        | 6 293       | 64,46       |
| Blancs      | Blancs           | Blancs      | Blancs      | 198          | 3,25         | 146         | 2,32        |
| Nuls        | Nuls             | Nuls        | Nuls        | 181          | 2,97         | 118         | 1,88        |
| Exprimés    | Exprimés         | Exprimés    | Exprimés    | 5 722        | 93,79        | 6 029       | 95,8        |

### Canton de Port-sur-Saône
| Candidats            | Candidats           | Partis      | Partis      | Premier tour | Premier tour | Second tour | Second tour |
| Candidats            | Candidats           | Partis      | Partis      | Voix         | %            | Voix        | %           |
| -------------------- | ------------------- | ----------- | ----------- | ------------ | ------------ | ----------- | ----------- |
| 1                    | Jean-Paul Mariot*   |             | PS          | 2 373        | 37,94        | 2 609       | 39,14       |
| 1                    | Christelle Rigolot  |             | DVG         | 2 373        | 37,94        | 2 609       | 39,14       |
| 2                    | Nathalie Batonnaire |             | FN          | 2 019        | 32,28        | 1 961       | 29,42       |
| 2                    | Antoni Magnin       |             | FN          | 2 019        | 32,28        | 1 961       | 29,42       |
| 3                    | Franck Tisserand    |             | UMP         | 1 862        | 29,77        | 2 096       | 31,44       |
| 3                    | Émilie Toulouse     |             | DVD         | 1 862        | 29,77        | 2 096       | 31,44       |
|                      |                     |             |             |              |              |             |             |
| Inscrits             | Inscrits            | Inscrits    | Inscrits    | 11 089       | 100,00       | 11 078      | 100,00      |
| Abstentions          | Abstentions         | Abstentions | Abstentions | 4 422        | 39,88        | 4 135       | 37,33       |
| Votants              | Votants             | Votants     | Votants     | 6 667        | 60,12        | 6 943       | 62,67       |
| Blancs               | Blancs              | Blancs      | Blancs      | 256          | 3,84         | 159         | 2,29        |
| Nuls                 | Nuls                | Nuls        | Nuls        | 157          | 2,35         | 118         | 1,7         |
| Exprimés             | Exprimés            | Exprimés    | Exprimés    | 6 254        | 93,81        | 6 666       | 96,01       |
| * conseiller sortant |                     |             |             |              |              |             |             |

### Canton de Rioz
| Candidats            | Candidats         | Partis      | Partis      | Premier tour | Premier tour | Second tour | Second tour |
| Candidats            | Candidats         | Partis      | Partis      | Voix         | %            | Voix        | %           |
| -------------------- | ----------------- | ----------- | ----------- | ------------ | ------------ | ----------- | ----------- |
| 1                    | Jacques Bard      |             | FN          | 1 888        | 26,69        | 1 808       | 25,13       |
| 1                    | Lucienne Brullot  |             | FN          | 1 888        | 26,69        | 1 808       | 25,13       |
| 2                    | Françoise Larrieu |             | EÉLV        | 445          | 6,29         |             |             |
| 2                    | Frédéric Weber    |             | EÉLV        | 445          | 6,29         |             |             |
| 3                    | Anne Delaborde    |             | UMP         | 1 591        | 22,49        | 1 774       | 24,66       |
| 3                    | Gilles Mainier    |             | UDI         | 1 591        | 22,49        | 1 774       | 24,66       |
| 4                    | Edwige Eme*       |             | PS          | 3 151        | 44,54        | 3 613       | 50,22       |
| 4                    | Yves Krattinger*  |             | PS          | 3 151        | 44,54        | 3 613       | 50,22       |
|                      |                   |             |             |              |              |             |             |
| Inscrits             | Inscrits          | Inscrits    | Inscrits    | 11 527       | 100,00       | 11 526      | 100,00      |
| Abstentions          | Abstentions       | Abstentions | Abstentions | 4 123        | 35,77        | 4 040       | 35,05       |
| Votants              | Votants           | Votants     | Votants     | 7 404        | 64,23        | 7 486       | 64,95       |
| Blancs               | Blancs            | Blancs      | Blancs      | 173          | 2,34         | 152         | 2,03        |
| Nuls                 | Nuls              | Nuls        | Nuls        | 156          | 2,11         | 139         | 1,86        |
| Exprimés             | Exprimés          | Exprimés    | Exprimés    | 7 075        | 95,56        | 7 195       | 96,11       |
| * conseiller sortant |                   |             |             |              |              |             |             |

### Canton de Saint-Loup-sur-Semouse
| Candidats            | Candidats         | Partis      | Partis      | Premier tour | Premier tour | Second tour | Second tour |
| Candidats            | Candidats         | Partis      | Partis      | Voix         | %            | Voix        | %           |
| -------------------- | ----------------- | ----------- | ----------- | ------------ | ------------ | ----------- | ----------- |
| 1                    | Marc Doillon      |             | UMP         | 1 981        | 31,12        | 2 291       | 32,97       |
| 1                    | Isabelle Forest   |             | DVD         | 1 981        | 31,12        | 2 291       | 32,97       |
| 2                    | Nadine Bathelot*  |             | DVG         | 2 332        | 36,64        | 2 536       | 36,5        |
| 2                    | Michel Weyermann  |             | PS          | 2 332        | 36,64        | 2 536       | 36,5        |
| 3                    | Christine Beuf    |             | FN          | 2 052        | 32,24        | 2 121       | 30,53       |
| 3                    | Lionel Da Fonseca |             | FN          | 2 052        | 32,24        | 2 121       | 30,53       |
|                      |                   |             |             |              |              |             |             |
| Inscrits             | Inscrits          | Inscrits    | Inscrits    | 12 361       | 100,00       | 12 361      | 100,00      |
| Abstentions          | Abstentions       | Abstentions | Abstentions | 5 478        | 44,32        | 5 067       | 40,99       |
| Votants              | Votants           | Votants     | Votants     | 6 883        | 55,68        | 7 294       | 59,01       |
| Blancs               | Blancs            | Blancs      | Blancs      | 211          | 3,07         | 202         | 2,77        |
| Nuls                 | Nuls              | Nuls        | Nuls        | 307          | 4,46         | 144         | 1,97        |
| Exprimés             | Exprimés          | Exprimés    | Exprimés    | 6 365        | 92,47        | 6 948       | 95,26       |
| * conseiller sortant |                   |             |             |              |              |             |             |

### Canton de Scey-sur-Saône-et-Saint-Albin
| Candidats            | Candidats            | Partis      | Partis      | Premier tour | Premier tour | Second tour | Second tour |
| Candidats            | Candidats            | Partis      | Partis      | Voix         | %            | Voix        | %           |
| -------------------- | -------------------- | ----------- | ----------- | ------------ | ------------ | ----------- | ----------- |
| 1                    | Gabriel Bovay        |             | FN          | 1 726        | 30,46        | 1 633       | 27,82       |
| 1                    | Catherine Fournier   |             | FN          | 1 726        | 30,46        | 1 633       | 27,82       |
| 2                    | Carmen Friquet*      |             | UMP         | 2 567        | 45,31        | 2 912       | 49,62       |
| 2                    | Hervé Pulicani       |             | DVD         | 2 567        | 45,31        | 2 912       | 49,62       |
| 3                    | Jean-Pierre Chausse* |             | PS          | 1 373        | 24,23        | 1 324       | 22,56       |
| 3                    | Brigitte Viola       |             | DVG         | 1 373        | 24,23        | 1 324       | 22,56       |
|                      |                      |             |             |              |              |             |             |
| Inscrits             | Inscrits             | Inscrits    | Inscrits    | 9 685        | 100,00       | 9 644       | 100,00      |
| Abstentions          | Abstentions          | Abstentions | Abstentions | 3 733        | 38,54        | 3 572       | 37,04       |
| Votants              | Votants              | Votants     | Votants     | 5 952        | 61,46        | 6 072       | 62,96       |
| Blancs               | Blancs               | Blancs      | Blancs      | 162          | 2,72         | 114         | 1,88        |
| Nuls                 | Nuls                 | Nuls        | Nuls        | 124          | 2,08         | 89          | 1,47        |
| Exprimés             | Exprimés             | Exprimés    | Exprimés    | 5 666        | 95,19        | 5 869       | 96,66       |
| * conseiller sortant |                      |             |             |              |              |             |             |

### Canton de Vesoul-1
| Candidats            | Candidats           | Partis      | Partis      | Premier tour | Premier tour | Second tour | Second tour |
| Candidats            | Candidats           | Partis      | Partis      | Voix         | %            | Voix        | %           |
| -------------------- | ------------------- | ----------- | ----------- | ------------ | ------------ | ----------- | ----------- |
| 1                    | Léonie Cugnot       |             | FN          | 1 872        | 29,38        | 1 973       | 33,62       |
| 1                    | Jean-Charles Tacail |             | FN          | 1 872        | 29,38        | 1 973       | 33,62       |
| 2                    | Sylvie Manière*     |             | UMP         | 2 584        | 40,56        | 3 896       | 66,38       |
| 2                    | Thomas Oudot        |             | UMP         | 2 584        | 40,56        | 3 896       | 66,38       |
| 3                    | Isabelle Greffier   |             | DVG         | 1 070        | 16,79        |             |             |
| 3                    | Jean-Yannick Tupin  |             | DVG         | 1 070        | 16,79        |             |             |
| 4                    | Philippe Chatelain  |             | EÉLV        | 845          | 13,26        |             |             |
| 4                    | Sylvie Peccolo      |             | EÉLV        | 845          | 13,26        |             |             |
|                      |                     |             |             |              |              |             |             |
| Inscrits             | Inscrits            | Inscrits    | Inscrits    | 12 278       | 100,00       | 12 278      | 100,00      |
| Abstentions          | Abstentions         | Abstentions | Abstentions | 5 359        | 43,65        | 5 505       | 44,84       |
| Votants              | Votants             | Votants     | Votants     | 6 919        | 56,35        | 6 773       | 55,16       |
| Blancs               | Blancs              | Blancs      | Blancs      | 333          | 4,81         | 618         | 9,12        |
| Nuls                 | Nuls                | Nuls        | Nuls        | 215          | 3,11         | 286         | 4,22        |
| Exprimés             | Exprimés            | Exprimés    | Exprimés    | 6 371        | 92,08        | 5 869       | 86,65       |
| * conseiller sortant |                     |             |             |              |              |             |             |

### Canton de Vesoul-2
| Candidats   | Candidats             | Partis      | Partis      | Premier tour | Premier tour | Second tour | Second tour |
| Candidats   | Candidats             | Partis      | Partis      | Voix         | %            | Voix        | %           |
| ----------- | --------------------- | ----------- | ----------- | ------------ | ------------ | ----------- | ----------- |
| 1           | Frédéric Bernabé      |             | PCF         | 745          | 12,66        |             |             |
| 1           | Brigitte Fontaine     |             | PCF         | 745          | 12,66        |             |             |
| 2           | Stéphanie Gremaud     |             | DVG         | 1 091        | 18,54        |             |             |
| 2           | Laurent Ricard        |             | PS          | 1 091        | 18,54        |             |             |
| 3           | Marie-Dominique Aubry |             | UMP         | 1 774        | 30,14        | 3 740       | 70,91       |
| 3           | Benoît Thomassin      |             | UDI         | 1 774        | 30,14        | 3 740       | 70,91       |
| 4           | Céline Cote           |             | FN          | 1 317        | 22,38        | 1 534       | 29,09       |
| 4           | Maurice Monnier       |             | FN          | 1 317        | 22,38        | 1 534       | 29,09       |
| 5           | Christophe Elger      |             | DVG         | 125          | 2,12         |             |             |
| 5           | Dorothée Elger        |             | DVG         | 125          | 2,12         |             |             |
| 6           | Loïc Cavagnac         |             | UDI         | 834          | 14,17        |             |             |
| 6           | Angélique Keusch      |             | DVD         | 834          | 14,17        |             |             |
|             |                       |             |             |              |              |             |             |
| Inscrits    | Inscrits              | Inscrits    | Inscrits    | 11 029       | 100,00       | 11 129      | 100,00      |
| Abstentions | Abstentions           | Abstentions | Abstentions | 4 859        | 44,06        | 5 108       | 45,9        |
| Votants     | Votants               | Votants     | Votants     | 6 170        | 55,94        | 6 021       | 54,1        |
| Blancs      | Blancs                | Blancs      | Blancs      | 180          | 2,92         | 475         | 7,89        |
| Nuls        | Nuls                  | Nuls        | Nuls        | 104          | 1,69         | 272         | 4,52        |
| Exprimés    | Exprimés              | Exprimés    | Exprimés    | 5 886        | 95,4         | 5 274       | 87,59       |

### Canton de Villersexel
| Candidats   | Candidats         | Partis      | Partis      | Premier tour | Premier tour | Second tour | Second tour |
| Candidats   | Candidats         | Partis      | Partis      | Voix         | %            | Voix        | %           |
| ----------- | ----------------- | ----------- | ----------- | ------------ | ------------ | ----------- | ----------- |
| 1           | Isabelle Gehin    |             | DVD         | 1 876        | 32,90        | 2 230       | 36,52       |
| 1           | Michel Richard    |             | DVD         | 1 876        | 32,90        | 2 230       | 36,52       |
| 2           | Sabrina Fleurot   |             | DVG         | 2 152        | 37,74        | 2 387       | 39,09       |
| 2           | Gérard Pelleteret |             | DVG         | 2 152        | 37,74        | 2 387       | 39,09       |
| 3           | Jeanne Cugnot     |             | FN          | 1 674        | 29,36        | 1 489       | 24,39       |
| 3           | Patrice Froissard |             | FN          | 1 674        | 29,36        | 1 489       | 24,39       |
|             |                   |             |             |              |              |             |             |
| Inscrits    | Inscrits          | Inscrits    | Inscrits    | 9 023        | 100,00       | 9 024       | 100,00      |
| Abstentions | Abstentions       | Abstentions | Abstentions | 2 991        | 33,15        | 2 701       | 29,93       |
| Votants     | Votants           | Votants     | Votants     | 6 032        | 66,85        | 6 323       | 70,07       |
| Blancs      | Blancs            | Blancs      | Blancs      | 167          | 2,77         | 105         | 1,66        |
| Nuls        | Nuls              | Nuls        | Nuls        | 163          | 2,7          | 112         | 1,77        |
| Exprimés    | Exprimés          | Exprimés    | Exprimés    | 5 702        | 94,53        | 6 106       | 96,57       |